# Aldan (Pennsylvanie)
Pour les articles homonymes, voir Aldan.
Aldan est un borough situé dans le comté de Delaware, dans le Commonwealth de Pennsylvanie, aux États-Unis. Sa population s’élevait à 4 152 habitants lors du recensement de 2010, estimée à 4 150 habitants en 2018.

## Source
- (en) Cet article est partiellement ou en totalité issu de l’article de Wikipédia en anglais intitulé « Aldan, Pennsylvania » (voir la liste des auteurs).

1. ↑  (en) « Population and Housing Unit Estimates » (consulté le 22 octobre 2019)
2. ↑  (en) « Census of Population and Housing: Decennial Censuses » [archive du 8 février 2006], Bureau du recensement des États-Unis (consulté le 4 mars 2012)
3. ↑  (en) « Incorporated Places and Minor Civil Divisions Datasets: Subcounty Resident Population Estimates: April 1, 2010 to July 1, 2012 » [archive du 11 juin 2013], sur Population Estimates, U.S. Census Bureau (consulté le 11 décembre 2013)